# كارلين آختيريكته
كارلين آختيريكته (من مواليد 29 يناير 1990) هي لاعبة متزلجة هولندية سابقة ومتسابقة دراجات محترفة على الطرق لفريق فيزما-ليسز، فازت أختريكتي بثلاث ميداليات فضية في سباق 5000 متر في بطولة هولندا للمسافة الفردية. في بطولة العالم للتزلج السريع لمسافة واحدة لعام 2015 في هيرينفين، فازت بالميدالية الفضية في سباق 5000 متر خلف مارتينا سابليكوفا.
في دورة الألعاب الأولمبية الشتوية 2018، والتي كانت أول دورة ألعاب أولمبية لها، فازت أختيريكت بالميدالية الذهبية المفاجئة في سباق 3000 متر، متقدمة على زميلتيها في الفريق المحلي إيرين ووست وأنطوانيت دي يونج في اكتساح هولندي لمنصة التتويج، على الرغم من عدم فوزها بسباق كأس العالم من قبل. في 23 مارس 2018، حصلت على وسام فارس أورانج ناسو من الملك ويليم ألكسندر.